# 刘诗兵
刘诗兵（1938年9月—），男，汉族，湖北人，中国影视表演教育家，曾任北京电影学院表演系主任，中国电影表演艺术学会常务理事，中国电影家协会理事。